# Промышленный район
Промышленный район — тип административно-территориальных единиц, созданных в ходе реформы административно-территориального деления СССР в 1962—1963 годах. Промышленные районы, в противовес сельским, создавались на территориях с преобладанием промышленного производства над сельскохозяйственным. В 1964 году из-за неэффективности реформа была свёрнута, а промышленные районы преобразованы в «обычные» административные районы либо упразднены. Официально промышленные районы упразднялись с 12 января 1965 года.
В состав промышленных районов не включались крупные города, которые, как правило, находились в областном подчинении.

## Грузинская ССР
- Марнеульский промышленный район. Центр — пгт Марнеули. В состав района входили пгт Бедиани и Марнеули[1].

## Казахская ССР
- Западно-Казахстанский край
  - Балыкшинский промышленный район. Центр — пгт Балыкши
  - Кандагачский промышленный район. Центр — пгт Кандагач. В состав района входили пгт Берчогур, Кандагач, Шубаркудук, Шубарши, Эмба
  - Эмбинский промышленный район. Центр — пгт Кульсары. В состав района входили пгт Байчунас, Доссор, Искининский, Каратон, Комсомольский, Косчагыл, Кошкар, Кульсары, Макат, Мунайлы, Сагиз
- Целинный край
  - Жолымбетовский промышленный район. Центр — пгт Жолымбет. В состав района входили пгт Акбеит, Аксу, Бестобе, Богембай, Жолымбет
- Восточно-Казахстанская область
  - Глубоковский промышленный район. Центр — пгт Глубокое. В состав района входили пгт Белоусовка, Верхнеберёзовский, Глубокое, Пахотный, Первомайский
- Карагандинская область
  - Акчатауский промышленный район. Центр — пгт Акчатау. В состав района входили пгт Агадырь, Акчатау, Джамбул, Кайракты, Успенский
- Семипалатинская область
  - Чарский промышленный район. Центр — город Чарск. В состав района входили город Чарск, пгт Акжал, Бакырчик, Боке, Жангизтобе, Жарма, Октябрьский[1]

## РСФСР

### Амурская область
- Джелтулакский промышленный район. Центр — пгт Тындинский. В состав района входили пгт Кировский, Соловьёвск, Тындинский
- Зейский промышленный район. Центр — город Зея. В состав района входили город Зея, пгт Октябрьский, Ясный
- Селемджинский промышленный район. Центр — пгт Экимчан. В состав района входили пгт Златоустовск, Коболдо, Лукачек, Огоджа, Стойба, Токур, Экимчан[1]

### Архангельская область
- Вельский промышленный район. Центр — город Вельск. В состав района входили город Вельск, пгт Илеза, Кулой, Октябрьский, Солгинский, Усть-Шоноша
- Верхнетоемский промышленный район. Центр — село Верхняя Тойма
- Виноградовский промышленный район. Центр — пгт Березник. В состав района входили пгт Березник, Рочегда
- Котласский промышленный район. Центр — город Котлас. В состав района входили город Сольвычегодск, пгт Приводино, Удимский, Урдома, Черемушский, Шипицыно
- Няндомский промышленный район. Центр — город Няндома. В состав района входили город Няндома, пгт Волошка, Ерцево, Подюга, Шалакуша
- Плесецкий промышленный район. Центр — пгт Плесецк. В состав района входили пгт Емца, Кодино, Малошуйка, Мудьюга, Обозерский, Оксовский, Плесецк, Пуксоозеро, Савинский, Самодед[1]

### Башкирская АССР
- Нуримановский промышленный район. Центр — пгт Иглино. В состав района входили пгт Иглино, Караидельский, Красный Ключ, Кудеевский, Павловка, Первомайский, Урман, Шакша[1]

### Белгородская область
- Грайворонский промышленный район. Центр — город Грайворон. В состав района входили город Грайворон, пгт Красная Яруга, Пролетарский, Строитель, Яковлево[1]

### Брянская область
- Жуковский промышленный район. Центр — город Жуковка. В состав района входили город Жуковка, пгт Дубровка, Клетня, Ржаница
- Навлинский промышленный район. Центр — пгт Навля. В состав района входили город Севск, пгт Комаричи, Локоть, Лопандино, Нваля
- Трубчевский промышленный район. Центр — город Трубчевск. В состав района входили город Трубчевск, пгт Алтухово, Белая Берёзка, Кокоревка, Погар, Рамасуха, Суземка
- Унечский промышленный район. Центр — город Унеча. В состав района входили города Мглин, Почеп, Стародуб, Унеча[1]

### Бурятская АССР
- Заиграевский промышленный район. Центр — село Заиграево. В состав района входили пгт Онохой; Додо-Илькинский сомсовет; Верхне-Илькинский, Горхонский, Заиграевский, Илькинский, Ново-Брянский и Старо-Брянский сельсоветы
- Прибайкальский промышленный район. Центр — пгт Каменск. В состав района входили город Бабушкин; пгт Выдрино, Каменск, Селенгинск, Танхой; Горячинский, Ильинский, Посольский и Таловский сельсоветы[2].

### Владимирская область
- Гороховецкий промышленный район (упразднён 21 июля 1964 года). Центр — город Гороховец. В состав района входили город Гороховец, пгт Лукново, Мстёра, Никологоры, Стёпанцево
- Гусевский промышленный район (упразднён 21 июля 1964 года). Центр — город Гусь-Хрустальный. В состав района входили пгт Анопино, Великодворский, имени Воровского, Золотково, Иванищи, Красное Эхо, Курловский, Мезиновский, Уршельский
- Камешковский промышленный район. Центр — город Камешково. В состав района входили город Камешково, пгт Красный Маяк, Красный Октябрь, Мелехово, Оргтруд
- Киржачский промышленный район. Центр — город Киржач. В состав района входили города Киржач, Струнино, пгт Красный Октябрь
- Судогдский промышленный район. Центр — город Судогда. В состав района входили города Меленки, Судогда, пгт Андреево, Красный Богатырь, Красная Горбатка[1]

### Вологодская область
- Чагодощенский промышленный район (упразднён 4 марта 1964 года). Центр — пгт Сазоново. В состав района входили города Бабаево, Устюжна, пгт имени Желябова, Кадуй, Сазоново, Чагода[1]

### Ивановская область
- Ивановский промышленный район. В июне 1964 переименован в Советский промышленный район. В состав района входили города Комсомольск и Кохма, посёлки Лежнево, Марково, Писцово, Подозёрский, Озёрный, Октябрьский.
- Савинский промышленный район. В состав района входили посёлки Архиповка, Панфилово, Савино[3].

### Иркутская область
- Мамско-Чуйский промышленный район. Центр — пгт Мама. В состав района входили пгт Витимский, Горно-Чуйский, Луговский, Мама[1]
- Чунский промышленный район

### Калужская область
- Боровский промышленный район. Центр — город Боровск. В состав района входили города Боровск, Малоярославец, Таруса, пгт Балабаново, Белоусово, Ермолино
- Кондровский промышленный район. Центр — город Кондрово. В состав района входили города Кондрово, Медынь, пгт Полотняный, Пятовский
- Сухиничский промышленный район. Центр — город Сухиничи. В состав района входили города Козельск, Сухиничи, пгт Думиничи, Середейский, Сосенский[1]

### Карельская АССР
- Беломорский промышленный район. Центр — город Беломорск. В состав района входили город Беломорск, пгт Вирандозеро, Идель, Летнереченский, Маленьга, Сосновец
- Кемский промышленный район. Центр — город Кемь. В состав района входили город Кемь, пгт Амбарный, Калевала, Кереть, Кестеньга, Лоухи, Рабочеостровск, Чупа, Юма
- Кондопожский промышленный район. Центр — город Кондопога. В состав района входили город Кондопога, пгт Гирвас, Деревянка, Ладва-Ветка, Пай, Пяжиева Сельга, Чална
- Пудожский промышленный район. Центр — город Пудож. В состав района входили город Пудож, пгт Пяльма, Шальский
- Сегежский промышленный район. Центр — город Сегежа. В состав района входили город Сегежа, пгт Надвоицы
- Суоярвский промышленный район. Центр — город Суоярви. В состав района входили город Суоярви, пгт Найстенъярви, Поросозеро, Суккозеро[1]

### Кемеровская область
- Берёзовский промышленный район. Центр — пгт Берёзовский. В состав района входили пгт Барзас, Берёзовский, Кургановка, Новый
- Тисульский промышленный район. Центр — пгт Тисуль. В состав района входили пгт Белогорск, Берикульский, Комсомольск, Кундат, Макаракский, Тисуль, Центральный[1]

### Кировская область
- Кирсинский промышленный район. Центр — город Кирс. В состав района входили города Кирс, Омутнинск, пгт Лесной, Песковка, Рудничный, Созимский, Чёрная Холуница
- Мурашинский промышленный район. Центр — город Мураши. В состав района входили города Луза, Мураши, пгт Демьяново, Октябрьский, Опарино, Пинюг, Христофорово, Юрья[1]

### Коми АССР
- Княжпогостский промышленный район. Центр — пгт Железнодорожный. В состав района входили пгт Вожаель, Железнодорожный, Тракт
- Сысольский промышленный район. Центр — село Визинга. В состав района входил пгт Кажим
- Троицко-Печорский промышленный район. Центр — село Троицко-Печорск. В состав района входил пгт Нижняя Омра
- Усть-Куломский промышленный район. Центр — село Усть-Кулом[1]

### Костромская область
- Поназыревский промышленный район

### Краснодарский край
- Абинский промышленный район. Центр — пгт Абинский. В состав района входили посёлки Абинский, Афипский, Ахтырский, Ильский, Нижнебаканский, Холмский, Черноморский.
- Апшеронский промышленный район. Центр — город Апшеронск. В состав района входили города Апшеронск и Хадыженск, посёлки Горячий Ключ, Кутаис, Нефтегорск.

#### Адыгейская АО
- Тульский промышленный район. Центр — станица Тульская. Включал территорию бывшего Тульского района[4].

### Красноярский край
- Мотыгинский промышленный район. Центр — пгт Мотыгино. В состав района входили пгт Мотыгино, Новоерудинский, Раздолинск, Северо-Енисейский, Тея, Южно-Енисейский
- Нижнеингашский промышленный район. Центр — пгт Нижний Ингаш. В состав района входили город Иланский, пгт Нижний Ингаш, Тинской[1]

#### Хакасская АО
- Абазинский промышленный район. Центр — пгт Абаза. В состав района входили пгт Абаза, Аскиз, Балыкса, Бельтырский, Бирикчуль, Бискамжа, Вершина Тёи, Кызас
- Туимский промышленный район. Центр — пгт Туим. В состав района входили пгт Балахчин, Дзержинский, Коммунар, Копьёво, Орджоникидзевский, Приисковый, Сонский, Туим, Цветногорск[1]

### Марийская АССР
- Звениговский промышленный район. Центр — пгт Звенигово. В состав района входили пгт Звенигово, Красногорский, Мочалище, Суслонгер[1]

### Мордовская АССР
- Зубово-Полянский промышленный район. Центр — пгт Зубова Поляна. Включал рабочие посёлки Выша, Зубова Поляна, Умёт, Ширингуши, Явас, а также Известковский, Потьминский и Свеженский сельсоветы[5].

### Новгородская область
- Крестецкий промышленный район — в состав района входили город Валдай и пгт Крестцы, Лычково и Пролетарий. 16 декабря 1963 года пгт Пролетарий выведен из состава района.
- Маловишерский промышленный район — в состав района входили города Малая Вишера и Чудово, а также пгт Большая Вишера, Краснофарфорный, Кулотино, Окуловка, Парахино-Поддубье и Угловка. 10 июля 1964 года пгт Окуловка был выеден из состава района.
- Хвойнинский промышленный район — в состав района входили пгт Анциферово, Неболчи, Пестово, Песь и Хвойная[6].

### Оренбургская область
- Светлинский промышленный район. Центр — пгт Светлый. В состав района входили пгт Кумак, Светлый, Ясный[1]

### Орловская область
- Верховский промышленный район. Центр — пгт Верховье. В состав района входили город Новосиль и пгт Верховье.
- Свердловский промышленный район. Центр — пгт Змиёвка. В состав района входили города Дмитровск, Малоархангельск и пгт Змиевка[7].

### Пензенская область
- Нижнеломовский промышленный район. Центр — город Нижний Ломов. В состав района входили города Беднодемьяновск и Нижний Ломов
- Терновский промышленный район. Центр — село Терновка. В состав района входили город Сурск, пгт Золотарёвка, Чаадаевка[1]

### Пермская область
- Добрянский промышленный район. Включал города Добрянка и Чермоз; посёлки Дивья и Полазна; Дивьинский и Полазненский поселковые советы; Ветлянский, Висимский, Липовский, Нижнелуховский, Таборский, Фоминский, Челвинский, Яринский сельские советы.
- Красновишерский промышленный район. Включал город Красновишерск; Вайский, Велсовский, Колчимский, Морчанский, Рябининский, Сыпученский, Усть-Язвенский, Цепельский, Щугорский сельские советы.
- Нытвенский промышленный район. Включал города Верещагино, Нытва, Оханск, Очёр; посёлки Новоильинский, Павловский, Северный Коммунар, Уральский; Новоильинский, Павловский, Северо-Коммунарский, Уральский поселковые советы.

#### Коми-Пермяцкий национальный округ
- Гайнский промышленный район. Включал посёлок Гайны; Гайнский поселковый совет; Аннинский, Березовский, Верхнестарицкий, Даниловский, Иванчинский, Керосский, Мысовский, Плесинский, Усть-Черновский сельские советы[8].

### Приморский край
- Кавалеровский промышленный район. Центр — пгт Кавалерово. В состав района входили пгт Высокогорск, Кавалерово, Лифудзин, Хрустальный, а также Богопольский и Суворовский с/с
- Тетюхинский промышленный район. Центр — пгт Тетюхе. В состав района входили пгт Каменка, Краснореченский, Синанча, Тетюхе, Тетюхе-Пристань
- Шкотовский промышленный район. Центр — пгт Шкотово. В состав района входили пгт Большой Камень, Промысловка, Путятин, Смоляниново, Шкотово, а также Дунайский, Кангаузский, Новонежинский, Петровский, Подъяпольский и Романовский с/с[1]

### Псковская область
- Дновский промышленный район. Центр — город Дно. В состав района входили города Дно, Порхов, пгт Красный Луч
- Невельский промышленный район. Центр — город Невель. В состав района входили города Невель, Пустошка, Себеж, пгт Идрица
- Островский промышленный район. Центр — город Остров. В состав района входили города Новоржев, Остров, Опочка, Пыталово[1]

### Рязанская область
- Кораблинский промышленный район. Центр — пгт Кораблино. В состав района входили города Кораблино, Ряжск, пгт Сапожок, Ухолово
- Михайловский промышленный район. Центр — город Михайлов. В состав района входили город Михайлов, пгт Октябрьский, Пронск
- Сасовский промышленный район. Центр — город Сасово. В состав района входили города Сасово, Шацк, пгт Чучково
- Скопинский промышленный район. Центр — город Скопин. В состав района входили город Скопин, пгт Горняк, Металлург, Октябрьский, Павелец, Побединский, Поплевинский, Центральный
- Спасский промышленный район. Центр — город Спасск-Рязанский. В состав района входили город Спасск-Рязанский, пгт Мурмино, Шилово[1]

### Сахалинская область
- Курильский промышленный район. Центр — город Курильск. В состав район входил город Курильск
- Ногликский промышленный район. Центр — пгт Ноглики. В состав район входили пгт Катангли, Ноглики
- Рыбновский промышленный район. Центр — село Рыбновск
- Северо-Курильский промышленный район. Центр — город Северо-Курильск. В состав район входил город Северо-Курильск
- Томаринский промышленный район. Центр — город Томари. В состав район входили города Красногорск, Томари, Чехов, пгт Ильинский, Лопатино
- Тымовский промышленный район. Центр — село Тымовское
- Южно-Курильский промышленный район. Центр — Центр — пгт Южно-Курильск. В состав район входил пгт Южно-Курильск[1]

### Свердловская область
- Новолялинский промышленный район. Включал город Новая Ляля; посёлки Лобва, Павда и Привокзальный; Верх-Лобвинский, Касалманский, Малолатинский, Старолялинский, Ступинский и Черноярский с/с.
- Сысертский промышленный район. Включал город Сысерть; посёлки Арамиль, Бобровский, Большой Исток, Верхняя Сысерть, Двуреченск и Шабровский.
- Тугулымский промышленный район. Включал посёлки Ертарский, Заводоуспенское, Троицкий, Тугулым и Юшала, а также Луговский с/с.

### Ставропольский край
- Нефтекумский промышленный район. Центр — пгт Нефтекумск. В состав района входили пгт Затеречный, Нефтекумск[1]

#### Карачаево-Черкесская АО
- Урупский промышленный район. Включал Загеданский, Преградненский и Псеменовский (Предгорненский) с/с; Курджиновский и Урупский п/с.

### Татарская АССР
- Азнакаевский промышленный район. Центр — пгт Азнакаево

### Томская область
- Александровский промышленный район. Центр — село Александровское
- Верхнекетский промышленный район. Центр — пгт Белый Яр. Район включал пгт Белый Яр
- Каргасокский промышленный район. Центр — пгт Каргасок. Район включал пгт Каргасок
- Тегульдетский промышленный район. Центр — село Тегульдет[1]

### Тульская область
- Киреевский промышленный район. Включал города Киреевск, Болохово, Липки; посёлки городского типа Богородицкий, Октябрьский, Приупский, Улановский, Шварцевский.
- Суворовский промышленный район. Включал города Суворов, Белёв, Чекалин; посёлки городского типа Агеево, Дубна, Песоченский, Ханино, Черепеть[9].

### Удмуртская АССР
- Игринский промышленный район. Центр — пгт Игра. Район включал пгт Валамаз, Игра, Факел
- Увинский промышленный район. Центр — пгт Ува. Район включал пгт Кильмезь, Ува[1]

### Ульяновская область
- Инзенский промышленный район. Центр — город Инза. В состав района входили город Инза, пгт Базарный Сызган, Глотовка, Ишеевка, Языково
- Сенгилеевский промышленный район. Центр — город Сенгилей. В состав района входили город Сенгилей, пгт Красный Гуляй, Новоульяновск, Цильна[1]

### Хабаровский край
- Амурский промышленный район. Центр — пгт Амурск. В состав района входили пгт Амурск, Болонь, Иннокентьевка, Литовко, Хунгари, Эльбан
- Имени Лазо промышленный район. Центр — пгт Переяславка. В состав района входили пгт Дормидонтовка, Лесопильное, Мухен, Переяславка, Хор
- Имени Полины Осипенко промышленный район. Центр — село имени Полины Осипенко
- Ульчский промышленный район. Центр — село Богородское[1]

### Читинская область
- Даурский промышленный район. Центр — пгт Шерловая Гора. В состав района входили пгт Горный Зерентуй, Забайкальск, Кадая, Калангуй, Кличка, Шеловая Гора
- Карымский промышленный район. Центр — пгт Карымское. В состав района входили пгт Дарасун, Карымское, Курорт-Дарасун, Новокручинский, Хапчеранга
- Могочинский промышленный район. Центр — город Могоча. В состав района входили город Могоча, пгт Аксеново-Зиловское, Амазар, Давенда, Итака, Ключевской, Ксеньевка[1]

### Чувашская АССР
- Ибресинский промышленный район. Центр — пгт Ибреси. В состав района входили пгт Буинск, Ибреси и Киря
- Мариинско-Посадский промышленный район. Центр — город Мариинский Посад. В состав района входили города Мариинский Посад, Цивильск, пгт Козловка, Урмары[1]

### Якутская АССР
- Алданский промышленный район. Центр — город Алдан. В состав района входили города Алдан, Томмот, пгт Канкунский, Ленинский, Нагорный, Нижний Куранах, Нимнырский, Орочен, Чагда, Чульман, Эмельджак, Якокут
- Бабушкинский промышленный район. Центр — пгт Батагай. В состав района входили пгт Батагай, Депутатский, Нижнеянск, Эсэ-Хайя, Янский
- Ленский промышленный район. Центр — пгт Мухтуя. В состав района входили пгт Витим, Мухтуя, Пеледуй
- Оймяконский промышленный район. Центр — пгт Усть-Нера. В состав района входили пгт Артык, Предпорожный, Усть-Нера, Эльгинский
- Усть-Майский промышленный район. Центр — пгт Усть-Мая. В состав района входили пгт Аллах-Юнь, Бриндакит, Огонёк, Усть-Мая, Ыныкчанский, Эльдикан, Юр[1]

## Узбекская ССР
- Каракалпакская АССР
  - Муйнакский промышленный район. Центр — пгт Муйнак

## Украинская ССР
- Ивано-Франковская область
  - Верховинский промышленный район.[10] Центр — пгт Верховина. В состав района входили пгт Верховина, Куты, Яблонов (упразднен 28.10.1963, вместо него создан Долинский район)
  - Долинский промышленный район
- Киевская область
  - Полесский промышленный район.[10] Центр — пгт Полесское. В состав района входили пгт Вильча, Полесское[1]